# Acarapioză
Acarapioza este o acarioză respiratorie a albinelor provocată de specia Acarapis woodi, care parazitează traheile albinelor, hrănindu-se cu hemolimfa gazdei. Înmulțirea excesivă a paraziților poate duce la asfixia și moartea albinei. Boala se transmite prin contact direct cu indivizii bolnavi sau indirect, prin obiecte contaminate (rame infectate). Tratamentul constă în gazarea stupilor cu acaricide, precum salicilatul de metil.